# Merklingen

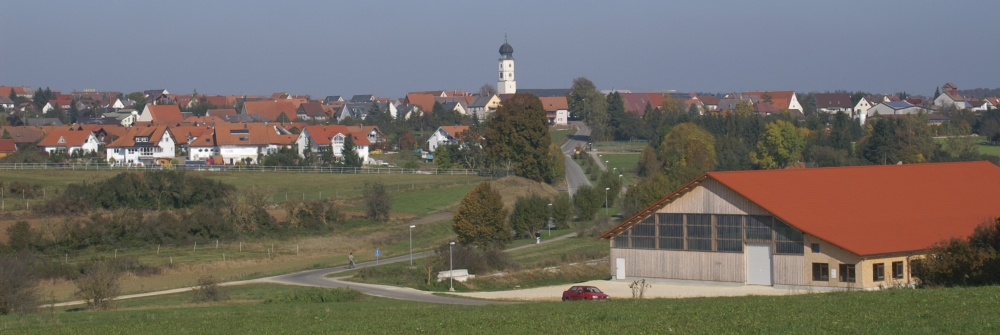
Merklingen

Merklingen – miejscowość i gmina w Niemczech, w kraju związkowym Badenia-Wirtembergia, w rejencji Tybinga, w regionie Donau-Iller, w powiecie Alb-Donau, wchodzi w skład związku gmin Laichinger Alb. Leży w Jurze Szwabskiej, ok. 22 km na północny zachód od Ulm, przy autostradzie A8.